# Wohnhaus Amtsfreiheit 22
Das Wohnhaus Amtsfreiheit 9 in Harpstedt, stammt von 1912. Es wird heute als Wohnhaus und Büro genutzt.
Das Gebäude steht unter Denkmalschutz (Siehe auch Liste der Baudenkmale in Harpstedt).

## Geschichte
Harpstedt wurde 1203 erstmals urkundlich erwähnt als Harpenstede.
Das ein- und zweigeschossige verputzte Gebäude mit Sockelgeschoss, Mansardwalmdach mit Schwalbenschwanzgaube und zwei polygonalen eingeschossigen Erkern sowie mittiger konvex geschwungener Loggia auf vier Säulen mit mittiger Freitreppe, wurde 1912 gebaut.